# Supercopa Uruguaya 2018
La Supercopa Uruguaya 2018 è stata la 1ª edizione della Supercopa Uruguaya.
Si è tenuta in gara unica allo  Stadio del Centenario di Montevideo il 26 gennaio 2018 e ha visto contrapposti i campioni uruguaiani del Peñarol contro i vincitori del Torneo Intermédio del Nacional.
Inizialmente programmata per il 28 gennaio, è stata anticipata di due giorni per via dell'impegno in Coppa Libertadores del Nacional previsto il 31 gennaio.
La finale è stata vinta dal Peñarol per 3-1, aggiudicandosi l'edizione inaugurale del trofeo.

## Tabellino
| Arbitro: | Christian Ferreyra |

|           |           |                                                      |
| Viudz 71’ | Marcatori | 1’ Martínez 39’ (rig.) C. Rodríguez 45’ M. Rodríguez |

| Nacional | Peñarol |

|                  |    |                     |     |     |
|                  |    |                     |     |     |
| P                | 1  | Esteban Conde       |     |     |
| D                | 13 | Matías Zunino       | 29’ |     |
| D                | 21 | Guzmán Corujo       |     |     |
| D                | 23 | Diego Polenta (C)   |     |     |
| D                | 22 | Alfonso Espino      |     |     |
| C                | 19 | Santiago Romero     | 29’ |     |
| C                | 8  | Diego Arismendi     |     |     |
| C                | 7  | Luis Aguiar         |     | 66’ |
| C                | 10 | Tabaré Viudez       |     |     |
| A                | 20 | Carlos de Pena      |     | 46’ |
| A                | 11 | Leandro Barcia      |     | 76’ |
| A disposizione:  |    |                     |     |     |
| P                | 12 | Luis Mejía          |     |     |
| D                | 6  | Alexis Rolín        |     |     |
| C                | 18 | Álvaro González     |     |     |
| C                | 29 | Christian Oliva     |     | 66’ |
| A                | 9  | Hugo Silveira       |     |     |
| A                | 18 | Gonzalo Bueno       |     | 76’ |
| A                | 30 | Sebastián Fernández |     | 46’ |
| Allenatore:      |    |                     |     |     |
| Alexander Medina |    |                     |     |     |

|                 |    |                       |     |     |
|                 |    |                       |     |     |
| P               | 12 | Kevin Dawson          |     |     |
| D               | 6  | Guillermo Varela      |     |     |
| D               | 2  | Fabricio Formiliano   |     |     |
| D               | 21 | Ramón Arias           |     | 55’ |
| D               | 27 | Lucas Hernández       | 8’  |     |
| C               | 23 | Walter Gargano        | 42’ |     |
| C               | 7  | Cristian Rodríguez    |     |     |
| C               | 20 | Giovanni González     | 54’ |     |
| C               | 19 | Agustín Canobbio      | 57’ |     |
| C               | 11 | Maximiliano Rodríguez |     | 74’ |
| A               | 9  | Fidel Martínez        | 2’  |     |
| A disposizione: |    |                       |     |     |
| P               | 1  | Thiago Cardozo        |     |     |
| D               | 15 | Luis Maldonado        |     | 55’ |
| D               | 18 | Mathías Corujo        |     |     |
| C               | 5  | Marcel Novick         |     |     |
| C               | 14 | Guzmán Pereira        |     | 74’ |
| A               | 16 | Fabián Estoyanoff     |     | 54’ |
| A               | 26 | Gabriel Fernández     |     |     |
| Allenatore:     |    |                       |     |     |
| Leonardo Ramos  |    |                       |     |     |